# Gradshteyn-Ryzhik

Gradshteyn-Ryzhik. 5. Auflage 1994

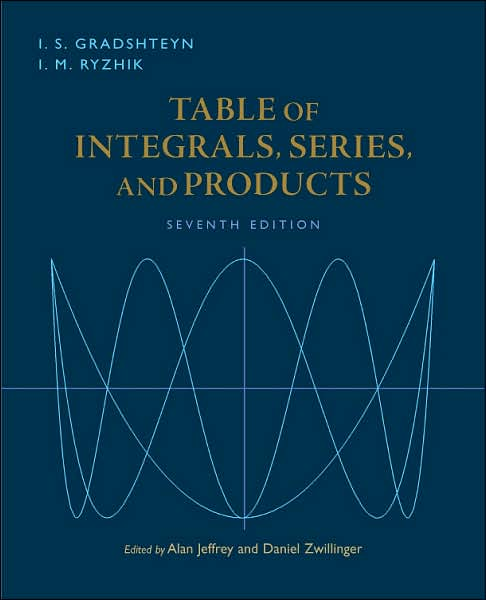
Gradshteyn-Ryzhik. 7. Auflage 2007

Der Gradshteyn-Ryzhik (GR) ist eine umfangreiche Integraltafel. Die deutsche Ausgabe erschien unter dem Titel Summen-, Produkt- und Integral-Tafeln, die englische als Table of Integrals, Series, and Products.

## Inhalt
Das Besondere und Wertvolle am Gradshteyn-Ryzhik ist, dass in allen Ausgaben fast jedes Integral durch eine Quellenangabe nachgewiesen wird. Das Literaturverzeichnis hierfür umfasst 92 und zusätzlich 140 ergänzende Einträge (8. Auflage). Die Integrale sind nach Nummern klassifiziert, die von der 4. russischen Auflage 1962 bis zur 7. englischen Auflage unverändert geblieben sind (zu früheren Auflagen und zur 8. englischen Auflage besteht keine vollständige Kompatibilität). Im Werk sind nicht nur die Integrale selbst aufgeführt, sondern auch Eigenschaften und Entwicklungen der auftretenden speziellen Funktionen. Am Ende befinden sich Tabellen zur Integraltransformation. Beim Gradshteyn-Ryzhik wird (trotz der noch immer sehr vielen Druckfehler) ein entscheidender Vorteil gegenüber Computeralgebra-Systemen deutlich: Es ist ein Register für alle speziellen Funktionen und Konstanten vorhanden, die in der Auswertung aller Integrale auftreten. Somit lässt sich auch die umgekehrte Frage beantworten: Durch welche Integrale wird eine gegebene spezielle Funktion oder Konstante dargestellt?

## Geschichte
Das Werk wurde von den sowjetischen Mathematikern Israil Solomonowitsch Gradstein (Израиль Соломонович Градштейн) und Jossif Moissejewitsch Ryschik (Иосиф Моисеевич Рыжик) begründet. Die ersten beiden Auflagen 1943 und 1948 wurden von Ryschik bearbeitet. Nach Ryschiks Tod wurde die dritte Auflage 1951 von Gradstein bearbeitet, der in der 4. Auflage eine beträchtliche Erweiterung plante. Gradsteins Tod verhinderte aber eine Realisierung. Juri Weneaminowitsch Geronimus (Юрий Венеаминович Геронимус) und Michail Juljewitsch Zeitlin (Михаил Юльевич Цейтлин) bearbeiteten dann die vierte und fünfte Auflage.
Basierend auf der dritten russischen Auflage (1951) erschien die erste deutsch-englische Ausgabe im Jahr 1957 im Deutschen Verlag der Wissenschaften (Ostberlin) mit deutscher Übersetzung von Christa und Lothar Berg und englischer von Martin Strauss (438 Seiten). Karl Prachar schreibt im Zentralblatt MATH: „Die sehr reichhaltigen Tafeln wurden nur aus dem Russischen ins Deutsche und Englische übersetzt.“ Eine zweite Auflage als unveränderter Reprint folgt 1963 (mit vierseitiger Korrekturbeilage von Eldon Hansen). 1981 wurde die dritte deutsch-englische Auflage von Ludwig Boll unter Benutzung der 1963er-Ausgabe bearbeitet und basierte nun auf der fünften russischen Auflage (1971).
1964 erschien eine polnische Übersetzung der dritten russischen Ausgabe von Roman Malesiński.
Alan Jeffrey bearbeitete ab 1965 eine später als dritte Auflage bezeichnete erweiterte englische Übersetzung der vierten russischen Auflage (1962). Die letzte Auflage unter Mitwirkung von Jeffrey erschien 2007 als siebte englische Auflage und umfasste ca. 1200 Seiten. An der Veröffentlichung arbeitete ab der sechsten englischen Auflage (2000) auch Daniel Zwillinger mit, der nach Jeffreys Tod das Projekt zusammen mit Victor Hugo Moll in der aktuellen achten englischen Auflage von 2014 weiterführt.

## Vergleichbare Projekte und Folgeprojekte
Ein vergleichbares Projekt betreuen Anatoli Platonowitsch Prudnikow, Juri Alexandrowitsch Brytschkow und Oleg Igorewitsch Maritschew mit ihrem fünfbändigen Werk Integrals and Series (russische Originalausgabe Moskau, 1981–1986; neue Ausgabe Moskau, 2003). Auch hier sind die Integrale nach Nummern klassifiziert, jedoch fehlen Literaturverweise und das Register ist sehr mager.
Victor Hugo Moll hat als gigantisches Projekt begonnen, alle Integral-Auswertungen aus dem Gradshteyn-Ryzhik zu beweisen und durch weitere Betrachtungen und Quellen anzureichern. Hierzu schreibt er im Vorwort von Irresistible Integrals (2004):

„It took a short time to realize that this task was monumental.“

Inzwischen ist das Ergebnis schon sehr beachtlich und fand in seiner bisher zweibändigen Buchreihe Special Integrals of Gradshteyn and Ryzhik: The Proofs (2014–2015) Niederschlag.

## Auflagen

### Russische Ausgaben
- 1943 1. russische Auflage, 400 S.; Ryschik, Zbl 0060.12305
- 1948 2. russische Auflage, 400 S.; Ryschik, Zbl 0034.07001
- 1951 3. russische Auflage, 464 S.; Ryschik und Gradstein, Zbl 0044.13303
- 1962 4. russische Auflage, 1100 S.; J. Geronimus und M. Zeitlin, Zbl 0103.03801
- 1971 5. russische Auflage, 1108 S.; J. Geronimus und M. Zeitlin
- 2011 7. russische Auflage, 1232 S.; Alan Jeffrey, Daniel Zwillinger, Vasily Vasilyevich Maximov (Василий Васильевич Максимов). ISBN 978-5-9775-0360-0

### Deutsche Ausgaben
- 1957 1. deutsch-englische Auflage, 438 S. Übersetzungen von Christa und Lothar Berg, Martin Strauss, Zbl 0080.33703
- 1963 2. korrigierte deutsch-englische Auflage, 438 S.
- 1981 3. deutsch-englische Auflage, 2 Bände, 677+504 S.; Ludwig Boll, ISBN 3-87144-350-6, Zbl 0448.65002, Zbl 0456.65001

### Polnische Ausgabe
- 1964 1. polnische Auflage, 464 S.; Roman Malesiński

### Englische Ausgaben
- 1965 3. englische Auflage, 1086 S.; Alan Jeffrey; ISBN 0-12-294750-9.
- 1980 4. englische Auflage, 1160 S.; Alan Jeffrey; ISBN 0-12-294760-6, Zbl 0521.33001
- 1994 5. englische Auflage, 1204 S.; Alan Jeffrey. ISBN 0-12-294755-X, Zbl 0918.65002, CD-ROM: ISBN 0-12-294756-8
- 2000 6. englische Auflage, 1163 S.; Alan Jeffrey und Daniel Zwillinger, ISBN 0-12-294757-6, Zbl 0981.65001 (chinesischer Nachdruck: ISBN 7-5062-6546-X)
- 2007 7. englische Auflage, 1176 S.; Alan Jeffrey und Daniel Zwillinger, ISBN 0-12-373637-4 (mit CD-ROM), Zbl 1208.65001 (chinesischer Nachdruck: ISBN 7-5062-8235-6)
- 2014 8. englische Auflage, 1184 S.; Daniel Zwillinger and Victor Hugo Moll, ISBN 0-12-384933-0

### Japanische Ausgabe
- 1983 数学大公式集 [Sūgaku daikōshikishū]. 1. japanische Auflage, xv+1085 S.; Otsuki Yoshihiko (大槻義彦), ISBN 4-621-02796-4 / ISBN 978-4-621-02796-7, NCID BN00561932, NBN JP84018271, Maruzen, Tokio.

Besonders bekannt ist die dritte, zweibändige deutsch-englische Auflage von 1981 (Verlag MIR Moskau, grauer Leinen-Einband mit Goldprägung von A. W. Schipow).